# Zwerg-Bläuling

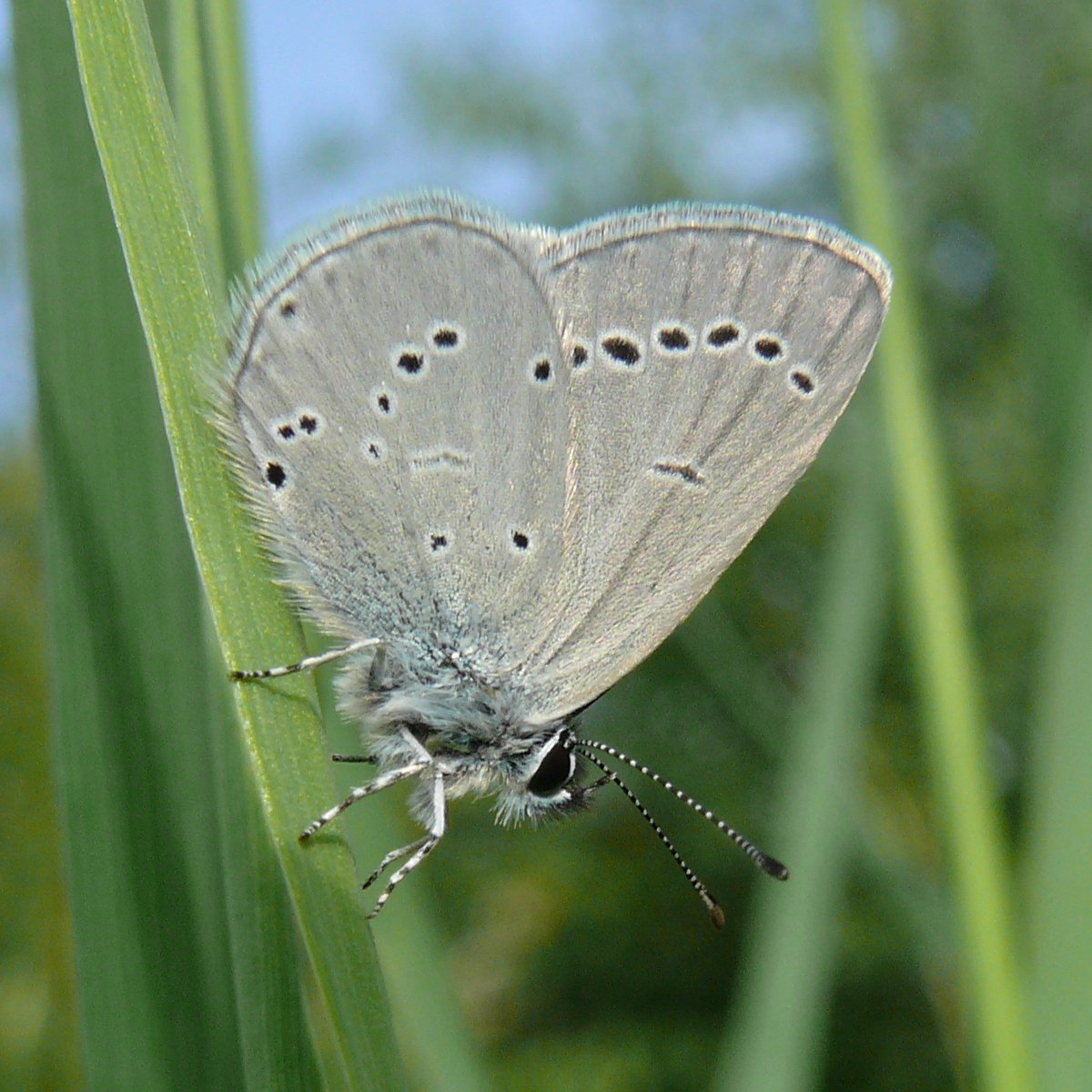
Flügelunterseite von Cupido minimus

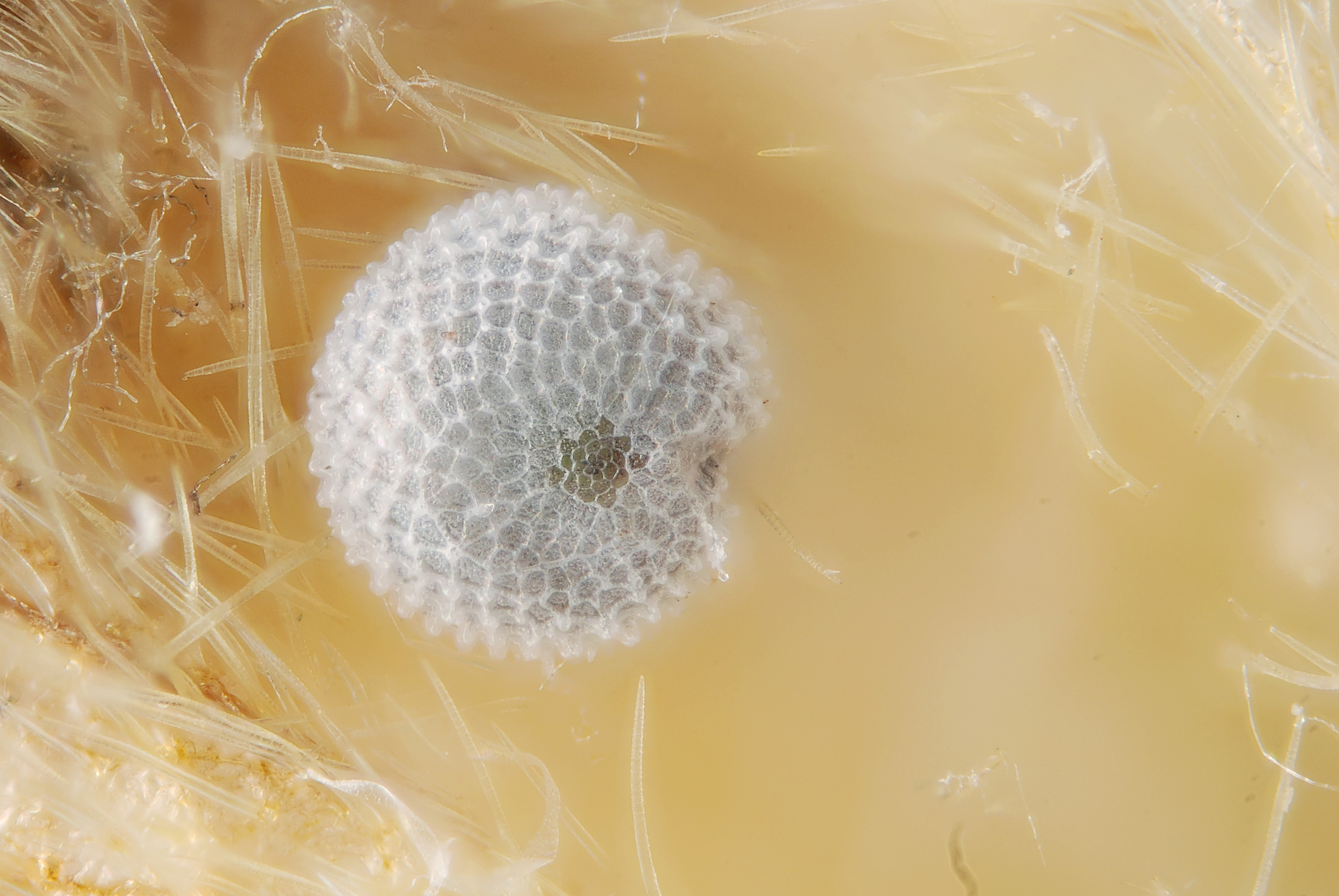
Ei des Zwerg-Bläulings an Wundklee

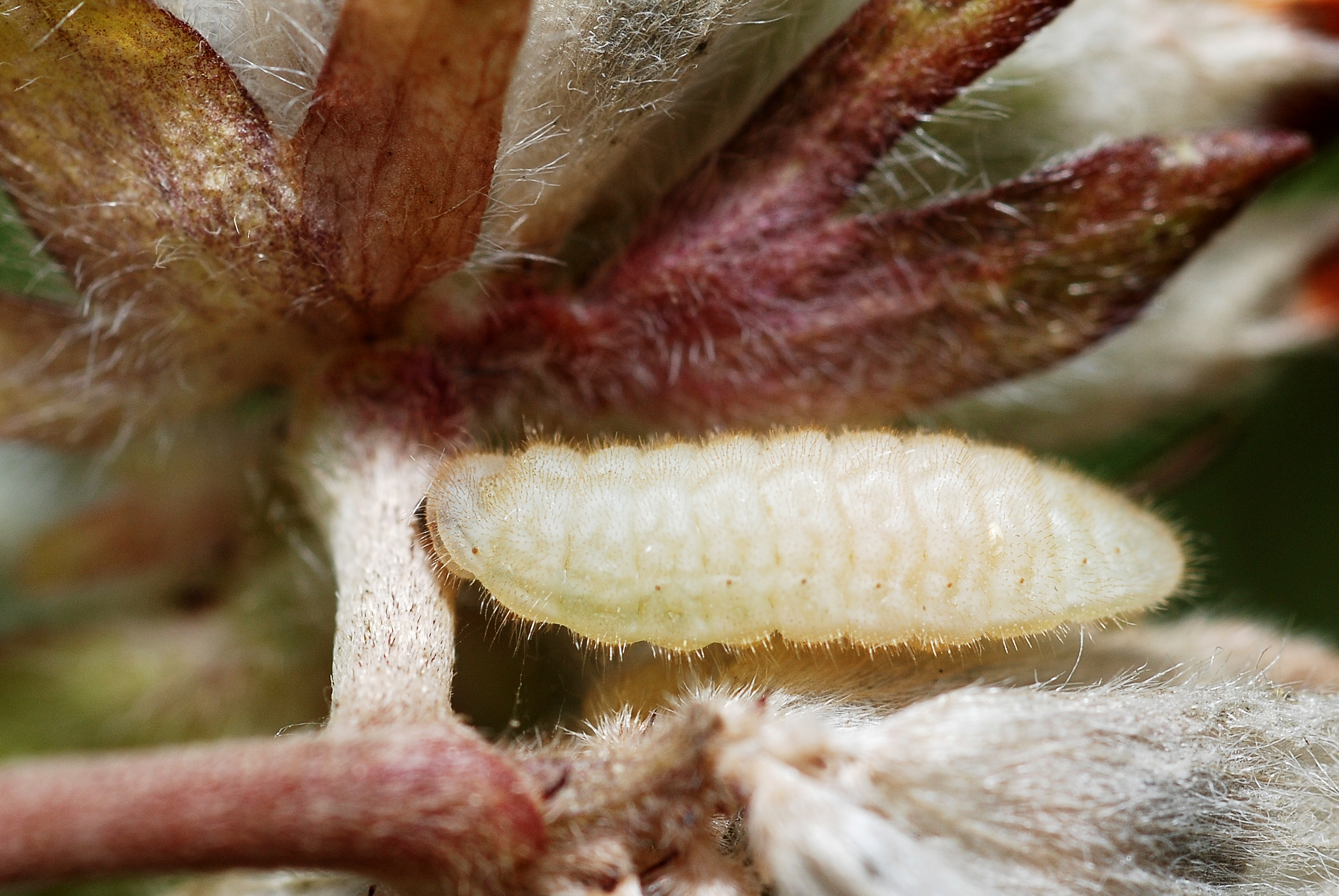
Raupe des Zwerg-Bäulings an Wundklee

Der Zwerg-Bläuling (Cupido minimus) ist ein Schmetterling aus der Familie der Bläulinge (Lycaenidae). Seinen Namen verdankt er seiner auch für Bläulinge geringen Körpergröße. Der Zwerg-Bläuling ist der kleinste Tagfalter Mitteleuropas.

## Merkmale
Die Falter erreichen eine Flügelspannweite von 18 bis 22 Millimeter. Oberseits sind die Flügel meist graubraun und bei den Männchen zudem noch blau gestäubt. Diese Bestäubung kann aber auch fehlen. Die Flügelunterseiten sind hellgrau und an der Basis leicht blau gestäubt. Vor allem in der Postdiskalregion kann man eine Reihe kleiner, hell gerandeter schwarzer Punkte erkennen. Auch auf der Vorderflügelunterseite, die wie der Hinterflügel gefärbt ist, sind solche Punkte zu finden.
Die Raupen werden ca. 10 Millimeter lang und haben eine gelblich, oder hellbraune Färbung. Ihr sehr kleiner Kopf ist tief schwarz und glänzend. Er ist in Ruhelage nicht gut sichtbar, da er eingezogen wird.

### Ähnliche Arten
- Rotklee-Bläuling (Polyommatus semiargus)
- Cupido lorquinii, Vorkommen in Marokko und Südspanien.
- Kleiner Alpen-Bläuling (Cupido osiris), Vorkommen in Mazedonien, Griechenland, Spanien, Südfrankreich, Wallis

### Unterarten
- Cupido minimus trinacriae Verity, 1919. Vorkommen in Italien (Sizilien). Wird von einigen Autoren als Synonym bzw. Unterart betrachtet.[3] Die Falter sind kleiner als die der Nominatunterart und zeichnen sich durch das Fehlen der blauen Schuppen und den schwarzen Flügeloberseiten aus. Die Unterart bildet eine Generation im Jahr, die von April bis Mai fliegt. Die Raupen leben an Echtem Wundklee (Anthyllis vulneraria) bis in Höhen von 1.500 Metern. Eine zweite Generation wird wahrscheinlich durch das Austrocknen der Raupenfutterpflanzen in den heißen Sommermonaten verhindert.[1]

### Synonyme
- Lycaena minima[4]
- Lycaena minimus[4]
- Zizera minima[4]

## Vorkommen
Die Tiere kommen vom Norden und Teilen Mittelspaniens über fast ganz Europa bis nach Asien und in die Mongolei vor. Sie fehlen in Teilen Nordeuropas und in Regionen Großbritanniens. Man findet sie in Südeuropa bis in eine Höhe von 2.800 Metern. In Mitteleuropa sind sie häufig, nach Norden hin werden sie aber selten, so sind sie in Norddeutschland nur mehr sehr selten zu finden. Sie leben in trockenen Gebieten, wie z. B. auf sonnenbeschienenem Trockenrasen, auf felsigen Hängen und Grasland und in Kiesgruben. Sie benötigen basische Böden, auf denen ihre Futterpflanzen wachsen.

## Lebensweise
Man findet die Falter auf Blüten, aber auch manchmal in großen Zahlen an Pfützen, deren Wasser sie saugen.

### Flug- und Raupenzeiten
Die Zwerg-Bläulinge fliegen in einer Generation von April bis Juli. In heißen Gegenden werden zwei Generationen gebildet, die von April bis Juni und von Ende Juli bis August fliegen.

### Nahrung der Raupen
Die Raupen ernähren sich von Wundklee (Anthyllis vulneraria). In Südeuropa sollen sie sich auch von anderen Schmetterlingsblütlern (Faboideae) ernähren.

### Entwicklung
Die Weibchen legen ihre weißlich grünen, eingedrückten und leicht mit einer Netzstruktur versehenen Eier einzeln oder in Grüppchen an die gleich gefärbten Kelche der Futterpflanzen ab. Die Raupen schlüpfen nach etwa einer Woche und ernähren sich von den Samenanlagen in der Blüte. Die jungen Raupen leben in den Blüten und jungen Früchten des Wundklees. Dabei bohren sie nahe der Basis ein kleines Loch in die junge Hülse, das nach dem Einstieg mit ein paar Spinnfäden und Kot wieder geschlossen wird. Erwachsene Raupen bohren sich in den Fruchtstand des Wundklees ein, so dass nur der hintere Raupenkörper sichtbar ist. Sie sind mit ihrer Färbung perfekt getarnt. Ihre Entwicklung muss so schnell verlaufen, dass die Samen nicht reifen, da sie diese nicht mehr fressen können. Nach ca. dreiwöchiger Entwicklung verstecken sie sich schon früh am Boden, neben der Pflanze und nehmen keine Nahrung mehr auf. Erst nach einer Überwinterung verpuppen sie sich in einer hellen, gelblichen auf dem Rücken mit dunklen Flecken versehenen Puppe am Boden. Die Diapause kann bis zu 15 Monate dauern. Manchmal erfolgt die Verpuppung aber schon im Sommer. Daraus schlüpft eine zweite, unvollständige Generation. Diese Falter können aber keine lebensfähigen Nachkommen zeugen, da die benötigten Futterpflanzen erst wieder im nächsten Jahr blühen. In heißen Regionen gibt es regelmäßig auch eine vollständige zweite Generation, diese kann aber durch zu starke Hitze, die die Pflanzen austrocknen lässt, zugrunde gehen.
Die Raupe ist myrmekophil und lebt symbiotisch mit Ameisen der Arten Lasius niger, Lasius alienus, Formica rufibarbis, Plagiolepis vindobonensis, Myrmica rubra und Formica fusca.

## Gefährdung und Schutz
- Rote Liste BRD: V (auf der Vorwarnliste).[7]